# San Juan el Sabino
San Juan el Sabino es una localidad de México perteneciente al municipio de Chapantongo en el estado de Hidalgo.

## Geografía
A la localidad le corresponden las coordenadas geográficas 20° 19’ 45.369” de latitud norte y 99° 22’ 32.645” de longitud oeste, con una altitud de 2051 m s. n. m. Se encuentra a una distancia aproximada de 6.99 kilómetros al noreste de la cabecera municipal, Chapantongo.
En cuanto a fisiografía se encuentra dentro de las provincia del Eje Neovolcánico, dentro de la subprovincia de Llanuras y Sierras de Querétaro e Hidalgo; su terreno es de sierra y lomerío. En lo que respecta a la hidrografía se encuentra posicionado en la región Panuco, dentro de la cuenca del río Moctezuma, en la subcuenca del río Alfajayucan. Cuenta con un clima semiseco templado.

## Demografía
En 2020 registró una población de 829 personas, lo que corresponde al 6.39 % de la población municipal. De los cuales 417 son hombres y 412 son mujeres. Tiene 2031viviendas particulares habitadas.
| Gráfica de evolución demográfica de San Juan el Sabino entre 1900 y 2020                     |
|                                                                                              |
| Población de los censos y conteos del Instituto Nacional de Estadística y Geografía (INEGI). |

## Economía
La localidad tiene un grado de marginación alto y un grado de rezago social bajo.